# Sóhajok (film, 2018)
A Sóhajok (eredeti cím: Suspiria) 2018-ban bemutatott olasz-amerikai természetfeletti horrorfilm, melyet Luca Guadagnino rendezett. A forgatókönyvet David Kajganich írta, Dario Argento azonos című 1977-es filmje alapján. A főbb szerepekben Dakota Johnson, Tilda Swinton, Mia Goth, Elena Fokina, Chloë Grace Moretz, Angela Winkler, Ingrid Caven, Sylvie Testud és Renée Soutendijk látható. Az eredeti film sztárja, Jessica Harper is feltűnik cameoszerepben.
A Sóhajok remakejét először 2008-ban jelentették be, miután Guadagnino megszerezte a jogokat az eredeti film íróitól, Dario Argentótól és Daria Nicoloditól. Guadagnino felajánlotta a filmet David Gordon Greennek, de a projektet végül finanszírozási problémák miatt törölték. Guadagnino 2015 szeptemberében megerősítette rendezői terveit, és úgy jellemezte magát, mint az eredeti film "tisztelője", nem pedig egy egyszerű remake-et. Az új forgatókönyvet Kajganich készítette, aki egy évvel korábban Guadagnino Vakító napfényben című filmjét írta. Kajganich a filmet az 1977-es úgynevezett "német ősz" idejére helyezte, hogy a hidegháború alatt az országban uralkodó generációs bűnök témáit járja körül. A film további témái közé tartozik az anyaság, a gonoszság és a matriarchátusok dinamikája.
Az eredeti filmmel ellentétben, amely túlzó színeket használt, Guadagnino a Sóhajok látványvilágát "téliesnek" és komornak, az alapszíneket nélkülözőnek tervezte. A filmbe Damien Jalet által koreografált stilizált táncjeleneteket építettek be, amelyek a boszorkányság ábrázolásának részét képezik. A forgatás 2016 végén és 2017 elején zajlott az olaszországi Varesében és Berlinben. A film zenéjét a Radiohead énekese, Thom Yorke szerezte, aki a krautrockból merített ihletet. A filmet a Vogue Italia főszerkesztője, Franca Sozzani, Jonathan Demme filmrendező és Deborah Falzone emlékére ajánlja.
Világpremierje a 75. Velencei Nemzetközi Filmfesztiválon volt 2018. szeptember 1-jén, Magyarországon november 8-án mutatta be a Cinetel Kft., Olaszországban 2019. január 1-jén a Videa. Az Amazon Studios 2018. október 26-án Los Angelesben és New Yorkban korlátozott számban mutatta be, ahol a nyitóhétvégén több mint 180 000 dolláros bevételt ért el, ami az év legmagasabb bevételi átlagát eredményezte. Október 31-én vetítették néhány amerikai városban, mielőtt 2018. november 2-án széles körben bemutatták volna. A film bevételi szempontból megbukott. Általánosságban vegyes kritikákat kapott az értékelőktől; egyesek dicsérték a vizuális elemeket és a színészi játékot, mások kritizálták, hogy a történelmi-politikai helyszín felesleges vagy véletlenszerű a többi témához képest.

## Cselekmény
Egy világhírű tánctársulat központjában sötétség gyűrűzik, amely magával ragadja a művészeti vezetőt, egy ambiciózus fiatal táncost és egy gyászoló pszichoterapeutát. Néhányan megadják magukat a rémálomnak, mások pedig végre felébrednek

## Szereplők
(A szereposztás mellett a magyar hangok feltüntetve)
- Dakota Johnson – Susanna "Susie" Bannion – Földes Eszter
- Tilda Swinton – Madame Blanc / Helena Markos anya / Dr. Josef Klemperer (stáblistán Lutz Ebersdorf néven szerepel) – Kiss Eszter
- Mia Goth – Sara Simms – Podlovics Laura
- Angela Winkler – Miss Tanner – Halász Aranka
- Ingrid Caven – Miss Vendegast – Tóth Judit
- Elena Fokina – Olga Ivanova – Bogdányi Titanilla
- Sylvie Testud – Miss Griffith –
- Renée Soutendijk – Miss Huller –
- Christine LeBoutte – Miss Balfour –
- Małgosia Bela – Mrs. Bannion / Halál – Bertalan Ágnes
- Fabrizia Sacchi – Pavla –
- Jessica Harper – Anke Meier –
- Chloë Grace Moretz – Patricia Hingle – Staub Viktória
- Jessica Batut – Miss Mandel – Téglás Judit
- Alek Wek – Miss Millius – Koncz-Kiss Anikó
- Vincenza Modica – Miss Marks – Lipcsey Colini Borbála
- Vanda Capriolo – Alberta –
- Brigitte Cuvelier – Miss Kaplitt –
- Gala Moody – Caroline –
- Anne-Lise Brevers – Sonia –
- Sara Sguotti – Doll –
- Halla Thordardottir – Mascia –
- Olivia Ancona – Marketa –
- Clementine Houdart – Miss Boutaher – Mohácsi Nóra
- Doris Hick – Frau Sesame –
- Mikael Olsson – Glockner ügynök –
- Fred Kelemen – Albrecht ügynök –

## Fordítás
- Ez a szócikk részben vagy egészben  a   Suspiria (2018 film) című angol Wikipédia-szócikk fordításán alapul.  Az eredeti cikk szerkesztőit annak laptörténete sorolja fel. Ez a jelzés csupán a megfogalmazás eredetét és a szerzői jogokat jelzi, nem szolgál a cikkben szereplő információk forrásmegjelöléseként.